# Calosota montana
Calosota montana är en stekelart som beskrevs av Burks 1973. Calosota montana ingår i släktet Calosota och familjen hoppglanssteklar. Inga underarter finns listade.